# Úzgin Űver
Az Úzgin Űver egy magyar zenekar, amely 1991 tavaszán alakult Kecskeméten. Nevük egy mongol eredetű helységnév, ahol ősi, kultikus temetkezési területet tártak fel. (A név jelentése valószínűleg: vízben szegény terület, szegény aratás.)

## Stílus
Zenéjüket általában a világzenei stílus meglehetősen pongyola köntösébe szokták bujtatni, holott e műfajon belül is igen egyedinek mondható. Nem alkalmazható  zenéjükre a „népzene” kategória sem. Zenéjük nem a hagyományos népzene, de annak autentikus dallam- és ritmusvilágából merít egy sajátságos zenei közegbe illesztve, melyben megtalálhatók a tradicionális és a modern kor hangszerei is. A zenéjük nehezen definiálható, a hazai világzenei stílust gyakorló együttesek egyikéhez sem hasonló. Nem a hagyományos receptet követik, ahol egy már létező tradicionális népzenét ültetnek át egy másfajta közegbe, nem beszélhetünk zenei „átiratokról”.
A kiinduló pont mégis a hagyományos népzene, azok dallamai, ritmusai egy saját megfogalmazásban, mind a zenei jelleget, mind a hangzásvilágot beleértve egy sajátságos világot formáznak. A Kárpát-medencei és balkáni dallamok vegyülnek mongol, török, iráni, örmény, kínai és más ázsiai népek zenéinek jellegzetességeivel, s ezek keverednek modern zenei hangzásokkal, egészen a jazz, a progresszív rock, az ambient, a dub vagy a breakbeat elemekig.
Zenéjük alapvetően instrumentális, az emberi hangok is „hangszerként” jelennek meg zenéjükben, úgy mint a doromb- vagy torok-ének.

Az albumok egyedi, sajátságos, egységes hangulattal rendelkeznek, mindegyikük egy szerkesztett, tudatos kompozíciót tükröz. A korai időszakban a progresszív rockzene, később pedig egyre inkább az elektronikus hangzás kerül előtérbe zenéjükben.

## Történet
1992-ben jelent meg első hanganyaguk demókazetta formájában, Szegény aratás címmel. Ezt követően 1995-ben jelent meg az első, majd 1999-ben második stúdióalbumuk. Mindkét album számcímek és albumcím nélküli látott napvilágot szerzői kiadásként az azóta megszűnt Bahia Music Kiadó gondozásában. 2002-ben színházi zenéik válogatását tartalmazó harmadik albumukat Báb/Színház/Zene címmel jelentette meg a Bahia Kiadó. 2004-ben jelent meg negyedik, eddig utolsó lemezük Vörös Rébék címmel, a Közép-Európa Táncszínház előadásához készült zenével. 2005-ben jött ki saját kiadásban e lemez elektronikus remix verziója Olivier Drieu átiratában. Ezenkívül számos válogatásalbumon is helyet kaptak szerzeményeik.
Számos színházi és bábszínházi előadáshoz, mozi és animációs filmhez készítettek zenét. Együtt dolgoztak többek között Somogyi Istvánnal, a Maskarás Céhvel, Jancsó Miklóssal és Szoboszlay Péterrel.
Az együttes sokfelé koncertezett Európa-szerte, Franciaországba pedig gyakran visszahívták őket, innen a barátság Olivier Drieu-val, aki a Vörös Rébék (2004) album számainak remix átiratát készítette el Vörös Reworkz (2005) címmel. A jelentősebb hazai fórumokon, koncerthelyszíneken és fesztiválokon, a Szigeten minden évben fellépnek.

## Diszkográfia

### Demo
- Szegény aratás (1992)

### Stúdióalbum
- Úzgin Űver ’95 (1995)
- Úzgin Űver ’99 (1999)
- Báb/Színház/Zene (2002)
- Vörös Rébék (2004)
- Bucka (2010)
- Patak (2018)

### Remix
- Vörös Reworkz (2005)
- ReBucka (2012)

### Megjelenéseik válogatáslemezeken
- - Tilos Rádió Maratonok (1998, 2006, 2008)
- - Euroconnections (francia-magyar koncertsorozat)
- - Trottel Records válogatás
- - Wire! Magazin/Tamizdat (UK) (1999)
- - A francia, olasz és holland kulturális évad CD-in/Hungarofest
- - Hungry for Hungary válogatás (mxh)

## Külső hivatkozások
- Az Úzgin Űver együttes hivatalos honlapja
- Az Úzgin Űver együttes a myspace-en
- zajlik - Úzgin Űver Archiválva 2016. március 4-i dátummal a Wayback Machine-ben
- dalok - Úzgin Űver Archiválva 2010. július 16-i dátummal a Wayback Machine-ben